# 大豊町

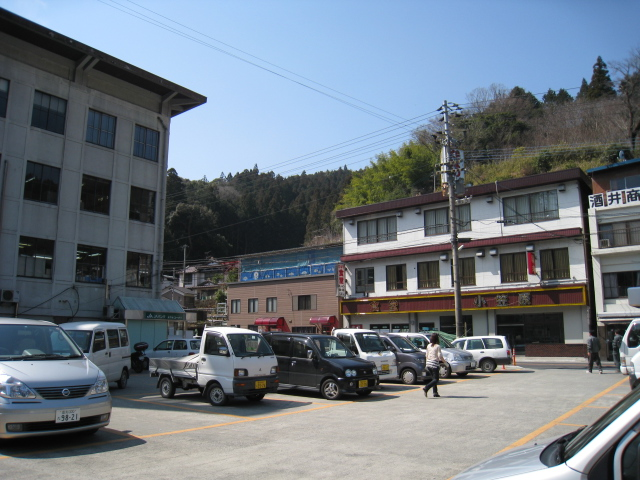
町中心部

大豊町（おおとよちょう）は、高知県長岡郡にある町。

## 概要
2000年の時点で日本の市町村において唯一65歳以上比率が50％を超える「限界自治体」であった。2019年の時点の老年人口割合は58.4%に達する。

## 地理

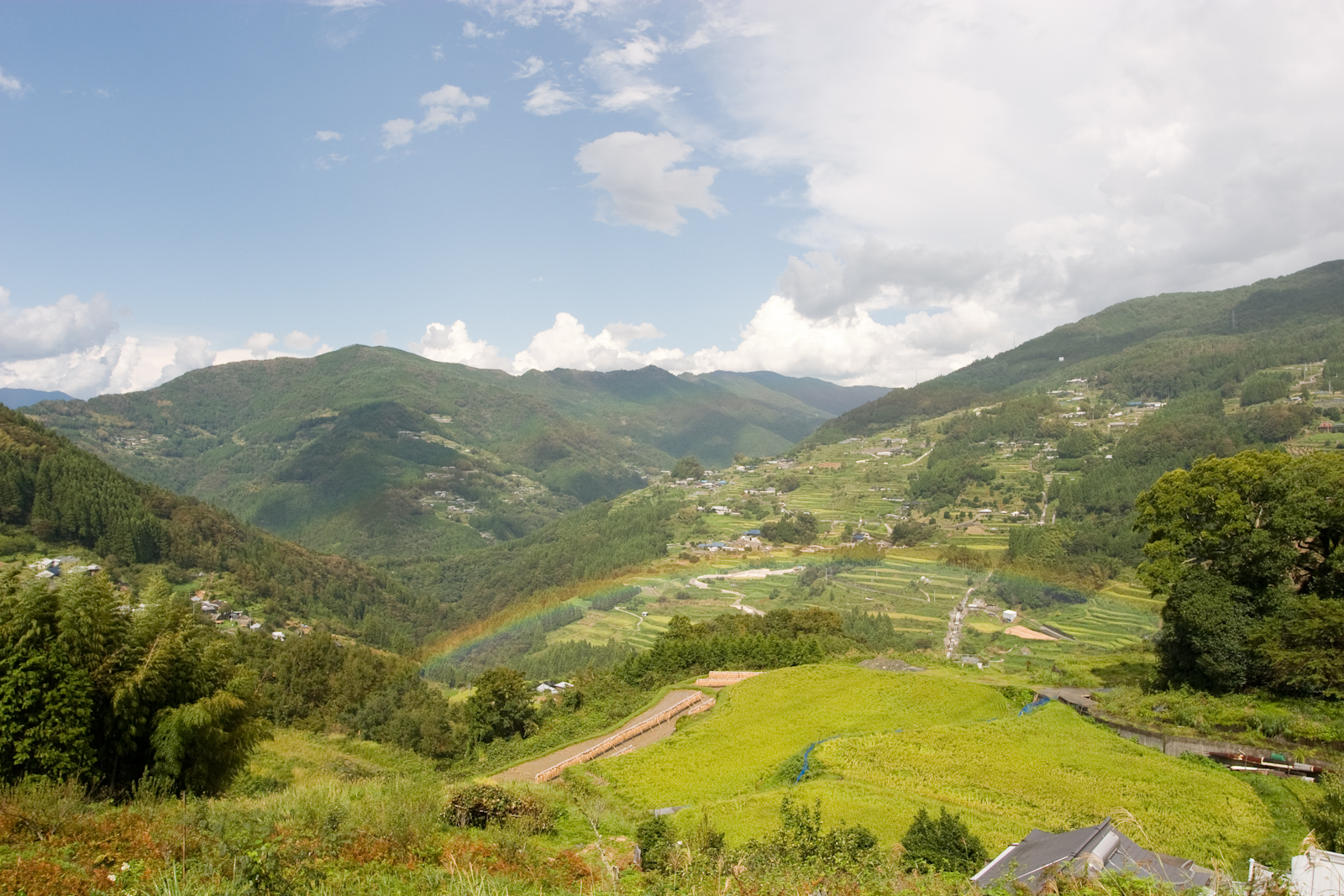
八畝から見た棚田

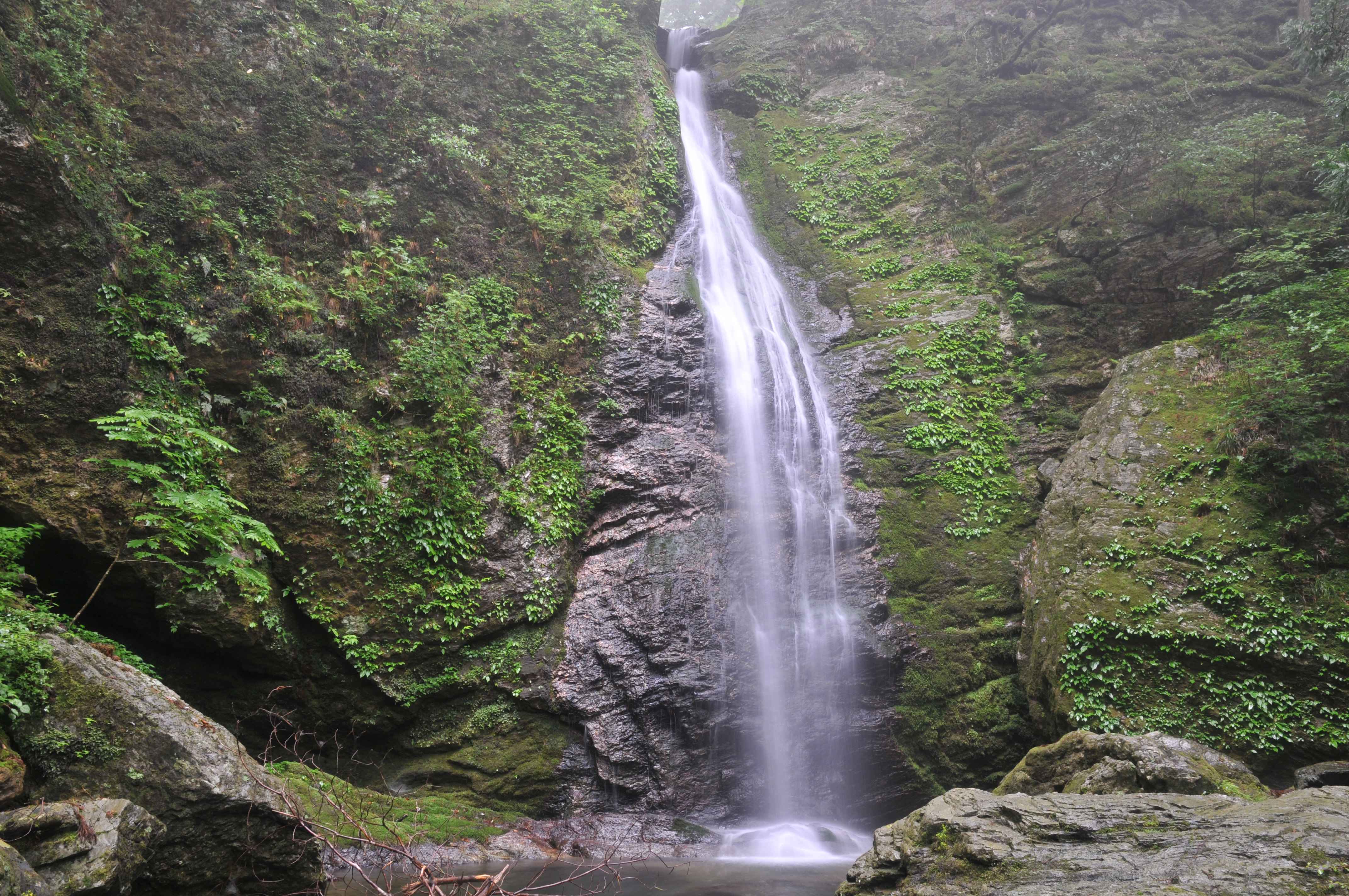
龍王の滝

四国山地の中央部、吉野川中流域に位置している。町面積の約9割が森林である。

### 地形

#### 山地
主な山
- 奥工石山 1516m
- 奥神賀山 1443m
- カガマシ山 1343m
- 笹ヶ峰 1016m
- 梶ヶ森 1400m
- 野鹿池山 1294m- 以上の6座は四国百名山。
- 三傍示山 1158m
- 橡尾山 1222m

主な峠
- 京柱峠
- 笹ヶ峰峠

#### 河川
主な川
- 吉野川
- 穴内川

主な滝
- 龍王の滝

### 人口
| |                                        |  |
| 大豊町と全国の年齢別人口分布（2005年） | 大豊町の年齢・男女別人口分布（2005年） |  |
| ■紫色 ― 大豊町 ■緑色 ― 日本全国 | ■青色 ― 男性 ■赤色 ― 女性              |  |
| 大豊町（に相当する地域）の人口の推移 \| 1970年（昭和45年） \| 12,440人 \| \| \| 1975年（昭和50年） \| 11,018人 \| \| \| 1980年（昭和55年） \| 9,411人 \| \| \| 1985年（昭和60年） \| 8,830人 \| \| \| 1990年（平成2年） \| 7,760人 \| \| \| 1995年（平成7年） \| 6,979人 \| \| \| 2000年（平成12年） \| 6,378人 \| \| \| 2005年（平成17年） \| 5,492人 \| \| \| 2010年（平成22年） \| 4,719人 \| \| \| 2015年（平成27年） \| 3,962人 \| \| \| 2020年（令和2年） \| 3,252人 \| \| |                                        |  |
| 総務省統計局 国勢調査より |                                        |  |
| 1970年（昭和45年） | 12,440人                               |  |
| 1975年（昭和50年） | 11,018人                               |  |
| 1980年（昭和55年） | 9,411人                                |  |
| 1985年（昭和60年） | 8,830人                                |  |
| 1990年（平成2年） | 7,760人                                |  |
| 1995年（平成7年） | 6,979人                                |  |
| 2000年（平成12年） | 6,378人                                |  |
| 2005年（平成17年） | 5,492人                                |  |
| 2010年（平成22年） | 4,719人                                |  |
| 2015年（平成27年） | 3,962人                                |  |
| 2020年（令和2年） | 3,252人                                |  |

将来推計人口で減少率は全国市区町村（2014年4月1日現在1741）中で5番目に大きいと予測されている。

### 隣接自治体
高知県の自治体で唯一愛媛県･徳島県と同時に隣接している。
高知県
- 香美市
- 長岡郡本山町

徳島県
- 三好市

愛媛県
- 四国中央市

## 歴史

### 沿革
昭和
- 1955年（昭和30年）3月31日 - 東豊永村・西豊永村・大杉村・天坪村が合併し大豊村が発足。大杉の「大」・豊永の「豊」をとって「大豊」と名付けられる。
- 1956年（昭和31年）9月1日 - 旧天坪村の一部（大字上穴内・樫谷・繁藤・北滝本および角茂谷の一部）が土佐山田町（現: 香美市）に編入される。
- 1972年（昭和47年）4月1日 - 町制が施行され、大豊町となる。

平成
- 2009年（平成21年） - 大豊中学校と大杉中学校を統合し、大豊町中学校を大杉中学校の位置に新設[3]。
- 2013年（平成25年）4月1日 - 大杉小学校、大田口小学校、大豊小学校を統合し、おおとよ小学校が開校[4]。
- 2019年（平成31年）12月29日 - 役場建替えのため、当分の間、高知県長岡郡大豊町津家1626番地の旧大豊園に移転。

### 災害
- 2014年（平成26年）8月9日 - 平成26年台風第11号の集中豪雨により被害。災害救助法の適用を受ける[5]。

## 政治

### 行政

#### 町長
現職町長
- 町長 : 下村　賢彦　(しもむら　やすひこ)
  - 2024年（令和6年）12月就任、1期目

## 施設

### 警察
- 高知東警察署（本署は高知市）
  - 杉駐在所（長岡郡大豊町杉33番地4）
  - 豊永駐在所（長岡郡大豊町東土居196番地13）

### 消防
- 嶺北消防署大豊分署

### 医療
主な病院
- 大杉中央病院

### 郵便局
郵便番号
- 郵便番号は以下の通りとなっている。
  - 大豊郵便局: 789-03xx、789-04xx、789-02xx、789-01xx、789-0392（役場専用番号）

なお、2006年（平成18年）9月11日に大豊町の789-05xx（繁藤郵便局: 香美市）が789-03xx（大豊郵便局）に変更された。同時に繁藤郵便局は集配業務が廃止され、土佐山田郵便局（香美市）及び大豊郵便局に移管された。
主な郵便局
- 大豊郵便局
- 豊永郵便局

## 経済

### 第一次産業

#### 林業
- 第三セクター「高知おおとよ製材」 - 中四国最大の製材工場[6]。

### 拠点を置く企業
- 高知おおとよ製材
- おおとよ宅配サービス

## 通信･生活基盤

### マスメディア

#### 中継局
主な中継局
- NHK大豊ラジオ中継局

## 生活基盤

### ライフライン

#### 電力
- 四国電力

#### ガス
- 四国ガス
- 土佐ガス

## 教育

### 義務教育学校
町立
- 大豊町立大豊学園

令和4年4月1日、大豊町立おおとよ小学校、大豊町立大豊町中学校を統合。

## 交通

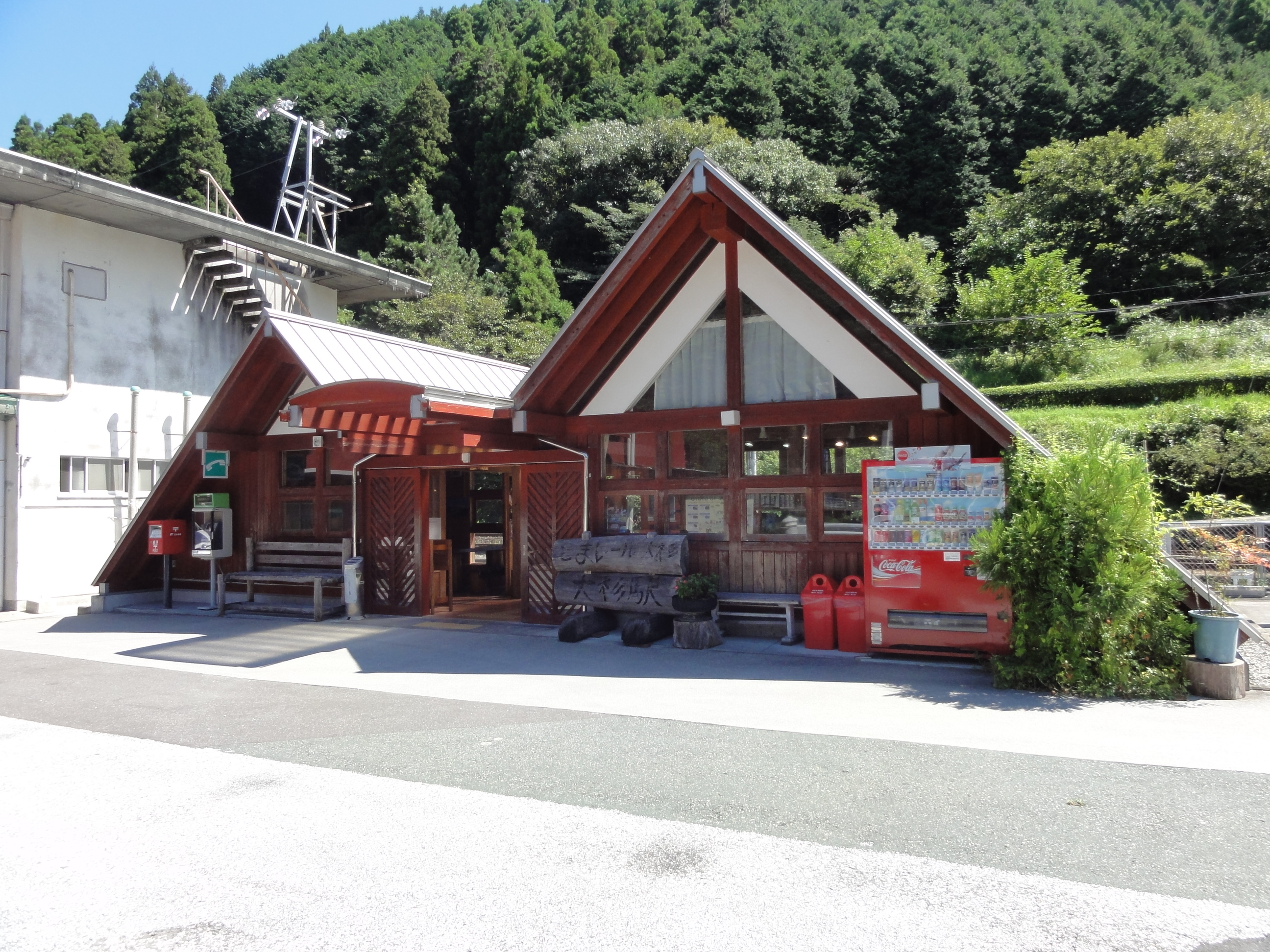
大杉駅

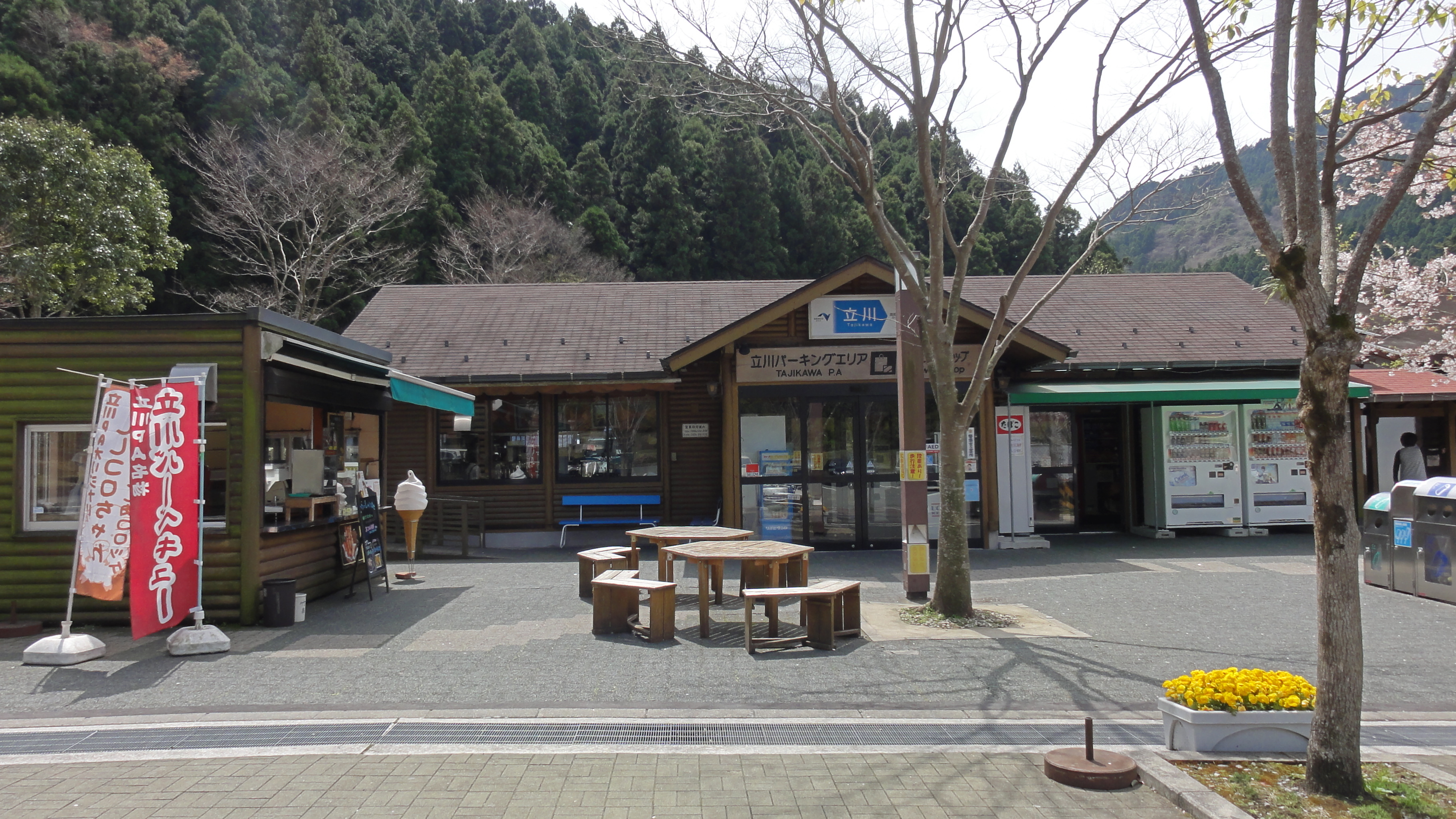
立川パーキングエリア

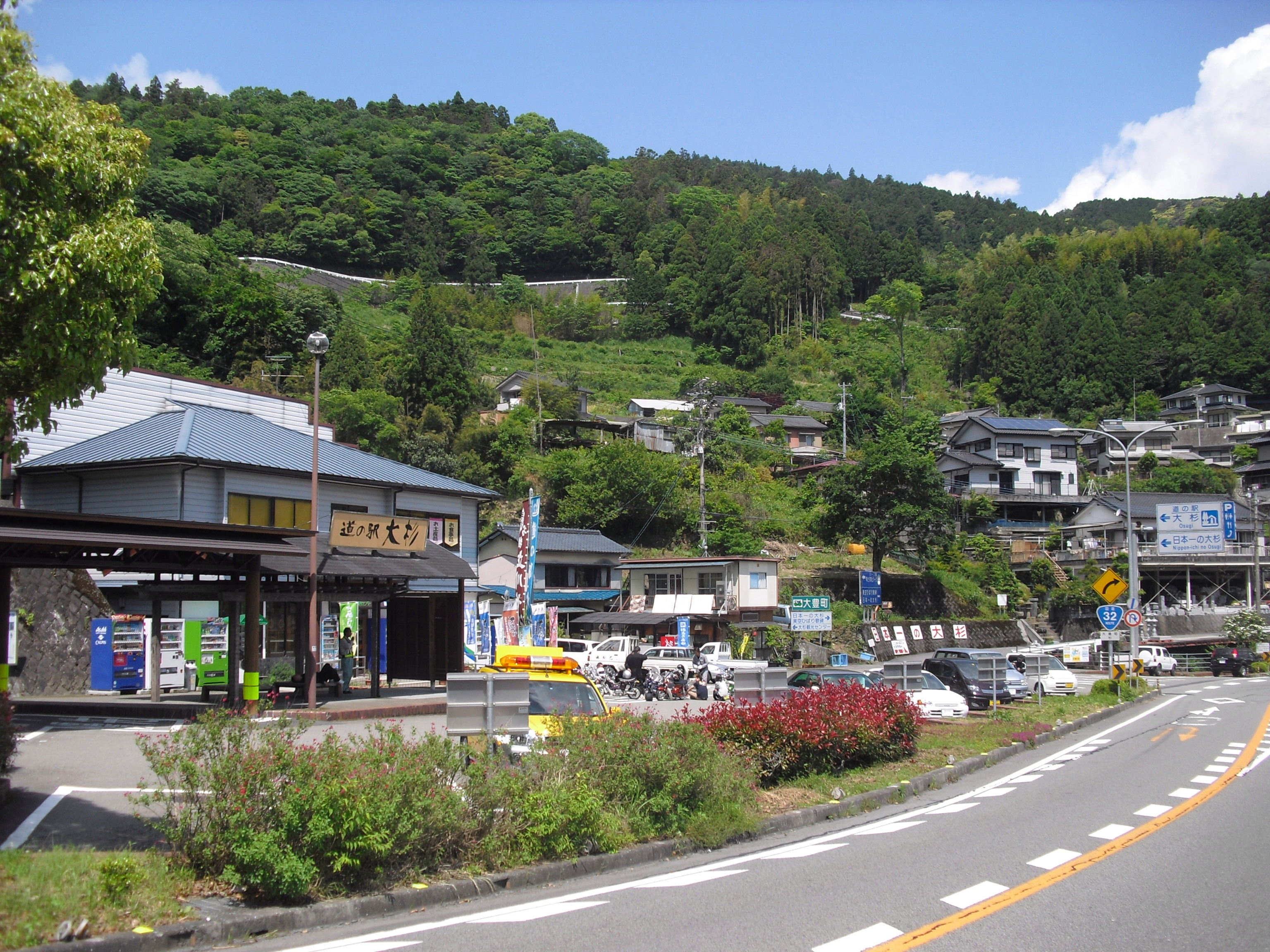
道の駅大杉

町は高知市から瀬戸内地方に抜ける途中に位置しており、鉄道幹線、国道、高速道路など主だった交通路が通っており、嶺北地域の玄関口となっている。

### 鉄道
四国旅客鉄道（JR四国）
- 土讃線
（徳島県三好市） - 土佐岩原駅 - 豊永駅 - 大田口駅 - 土佐穴内駅 - 大杉駅 - 土佐北川駅 - 角茂谷駅 - （香美市）
町役場最寄り駅の大杉駅には一部の特急南風・しまんとが停車する。

### 路線バス
- 嶺北観光自動車 - 大杉駅と本山町・土佐町田井を結ぶ路線を運行している。高知大学医学部附属病院（南国市）発着便もある。
  - 医大病院 - 領石 - 繁藤駅前 - 大杉駅 - 本山 - 北岸 - 田井
- ゆずバス - コミュニティバス

### 道路

#### 高速道路
- 高知自動車道
立川PA（高知方面のみ） - 大豊IC

#### 国道
- 国道32号
- 国道439号
- 国道492号 - 町内は国道32号、国道439号と重複しているため標識は存在しない。町役場前が国道492号終点である。

#### 県道
- 愛媛県道・高知県道5号川之江大豊線 - 土佐北街道として参勤交代や金毘羅参りにも利用されていた歴史を持つ。
- 徳島県道・高知県道113号東祖谷山大杉停車場線 - 起点より国道32号交点にいたるまで国道439号と重複。

### 道の駅
- 道の駅大杉

## 観光

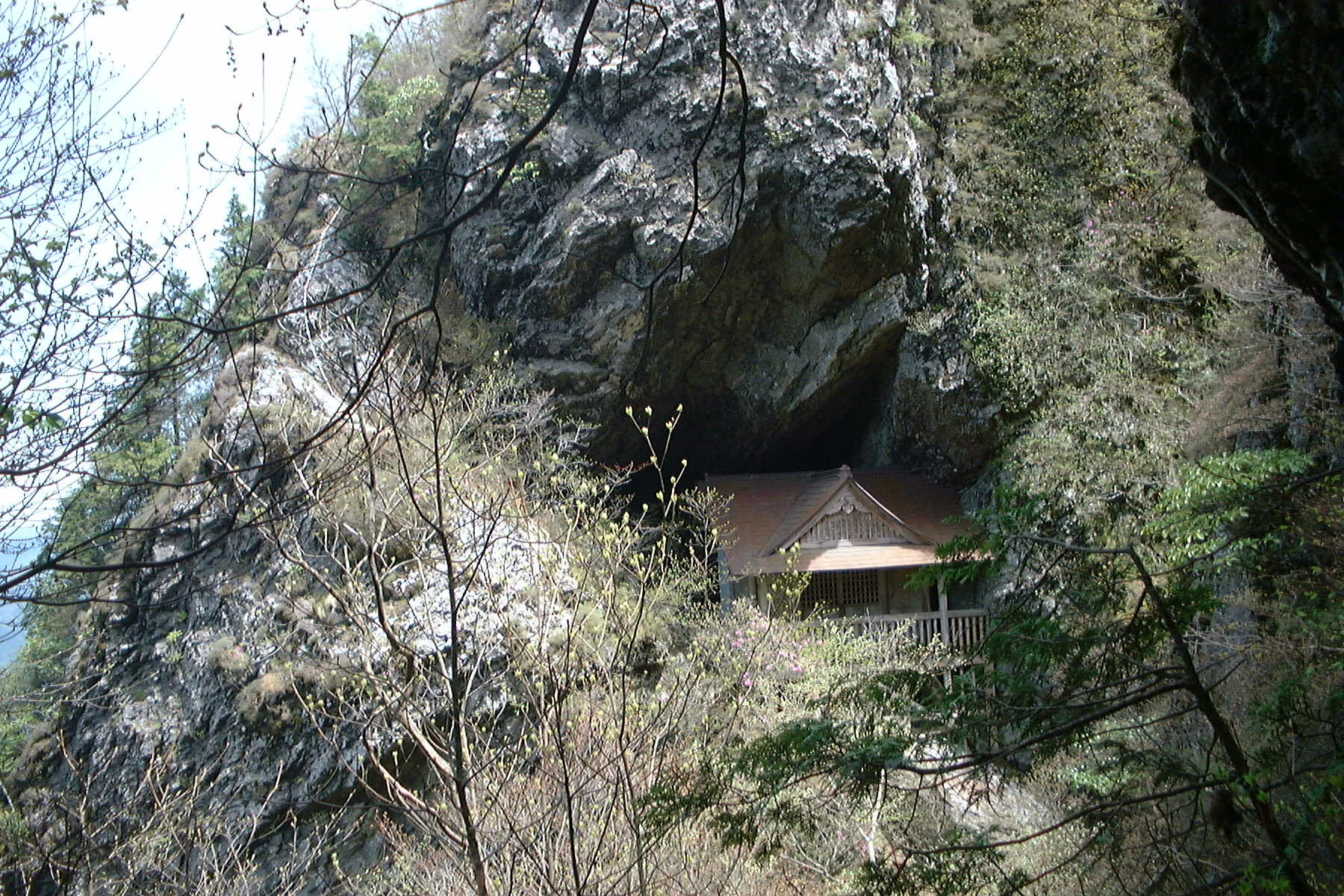
定福寺奥の院御影堂

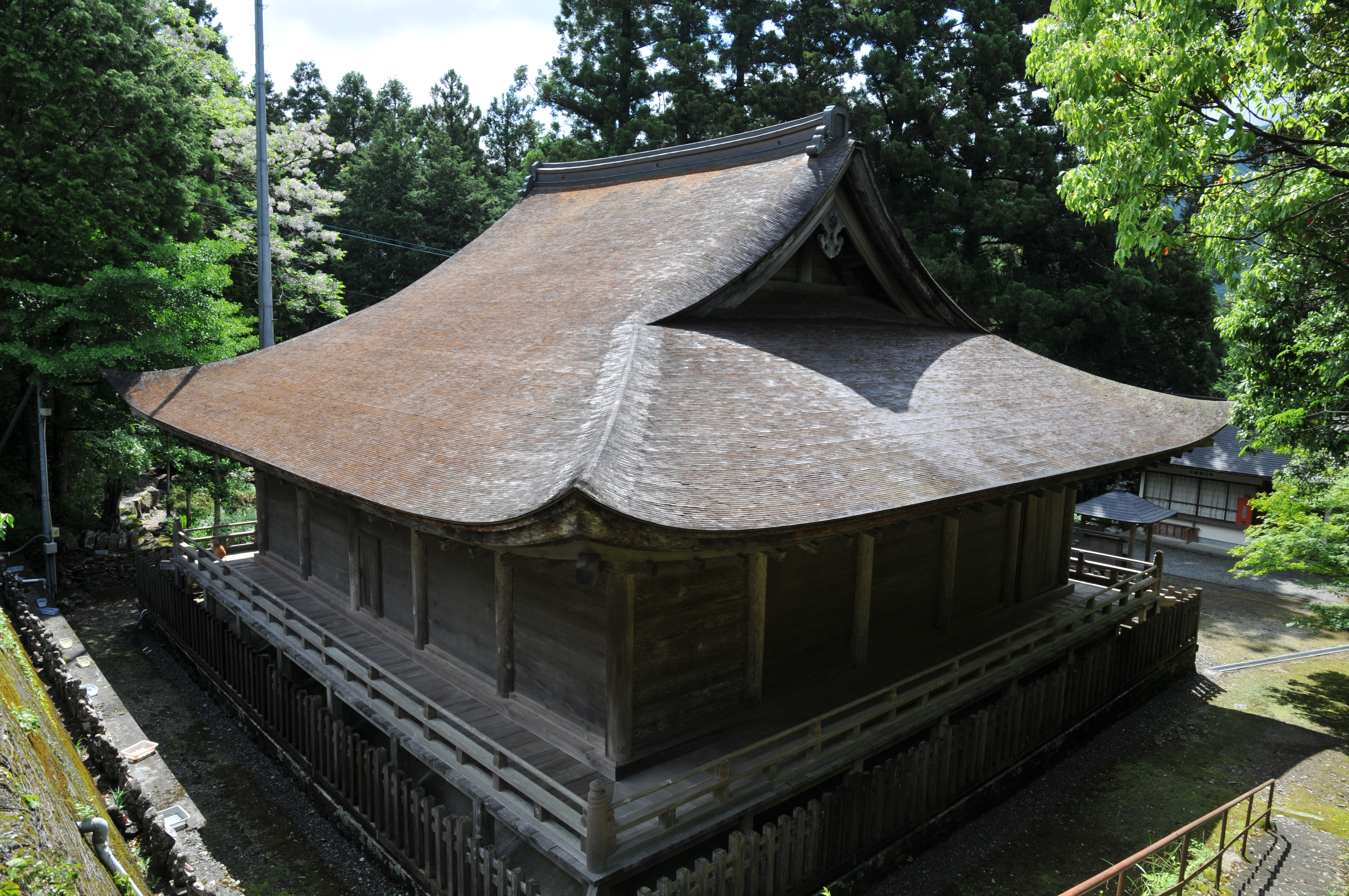
豊楽寺薬師堂（国宝）

### 名所・旧跡
主な寺院
- 豊楽寺薬師堂（国宝） - 高知県内で唯一の国宝建造物。
- 定福寺- 境内には、万葉植物園があり蓮池には大賀蓮がある[7]。新四国曼荼羅霊場第61番札所。
- 本誓寺
- 妙泰寺
- 仏岳山遍照院

主な神社
- 客人神社
- 八坂神社 - 境内に杉の大杉がある

主な史跡
- 旧立川番所書院（国の重要文化財） - 土佐藩主が参勤交代時に宿泊する宿所。現在、日曜・祝日のみ公開。

### 観光スポット
天然記念物
- 杉の大杉（推定樹齢3000年、国の特別天然記念物） - 日本一の大杉とされる。北側と南側にある二本杉であるが、根元が結合していることから「夫婦杉」と言われている。山下奉文は、この杉にちなんで自身の雅号を「巨杉」とした。また、少女時代の美空ひばり（当時・美空和枝）が1947年（昭和22年）、高知市内に向かう途中に本町で交通事故に遭い大怪我をした。現地で療養後に再訪し、日本一の歌手になることを大杉に誓った。隣接地に生前の楽曲3曲が聞ける歌碑がある。
- 龍王の滝（日本の滝百選） - 梶ヶ森への登山道中腹にあり、車で近くまでアクセス可能（駐車場あり、冬季は降雪のため見学不可の日もあり）。

公園
- 梶ヶ森県立自然公園

レジャー
- 道の駅大杉 - 名産品販売と食堂が併設。そば粉100％の名物、「立川（たちかわ）そば」と「坦坦風立川そば」が食べられる。
- ゆとりすとパークおおとよ - 温室ハーブ園、芝生広場、コテージ、オートキャンプ場などあり。
- ひばり食堂[8]
- 梶ヶ森キャンプ場

生涯学習
- 梶ヶ森天文台
- 大豊町立民俗資料館 - 「土佐豊永郷及び周辺地域の山村生産用具」（国の重要有形民俗文化財）を保管。定福寺の境内に所在する。
- 豊永郷民俗資料館

#### 集落活動センター
- 集落活動センター西峯[9]
- 集落活動センター「絆の里・いわはら」
- 東豊永集落活動センター
- 集落活動センターあなない
- 集落活動センター そばの里 立川

## 文化･名物

### 祭事･催事
主な祭事
- 福寿草まつり

### 名物･特産
- 碁石茶

## 出身関連著名人

### 出身著名人
- 松浦佐用彦（考古学者、大森貝塚の発掘）
- 山下奉文（陸軍大将、マレーの虎）
- 徳弘正也（漫画家）

### ゆかりの著名人
- 美空ひばり

## 広報･公聴関係

### 町内放送（音声）
古くから町内に有線が整備され町民間の連絡、役場などからの広報伝達放送が行われ「ゆとりすと放送」として愛されている。
- 〜1991年（平成3年） - 専用黒電話にて有線加入町民同士の通話、広報伝達放送。
- 1991年（平成3年）〜2008年（平成20年） - 宅内接続装置による広報伝達放送、音楽、NHK第1・第2放送ラジオの再放送、火災などの緊急情報配信。
- 2008年（平成20年）〜 - Symmetric DSLを用いた方式に更新され、加入者同士通話料無料のIP電話が付加。またオプションによりインターネット接続サービス開始。